# Gymnorhamphichthys rondoni
Gymnorhamphichthys rondoni är en fiskart som först beskrevs av Miranda Ribeiro 1920.  Gymnorhamphichthys rondoni ingår i släktet Gymnorhamphichthys och familjen Rhamphichthyidae. Inga underarter finns listade i Catalogue of Life.